# Callisia
Callisia là một chi thực vật có hoa trong họ Commelinaceae.